# Рудник-Дужи
Рудник-Дужи (пол. Rudnik Duży) — село в Польщі, у гміні Водине Седлецького повіту Мазовецького воєводства.
Населення — 150 осіб (2011).

## Демографія
Демографічна структура станом на 31 березня 2011 року:
|          | Загалом | Допрацездатний вік | Працездатний вік | Постпрацездатний вік |
| -------- | ------- | ------------------ | ---------------- | -------------------- |
| Чоловіки | 87      | 23                 | 51               | 13                   |
| Жінки    | 63      | 12                 | 32               | 19                   |
| Разом    | 150     | 35                 | 83               | 32                   |